# Edward Baines (1774–1848)

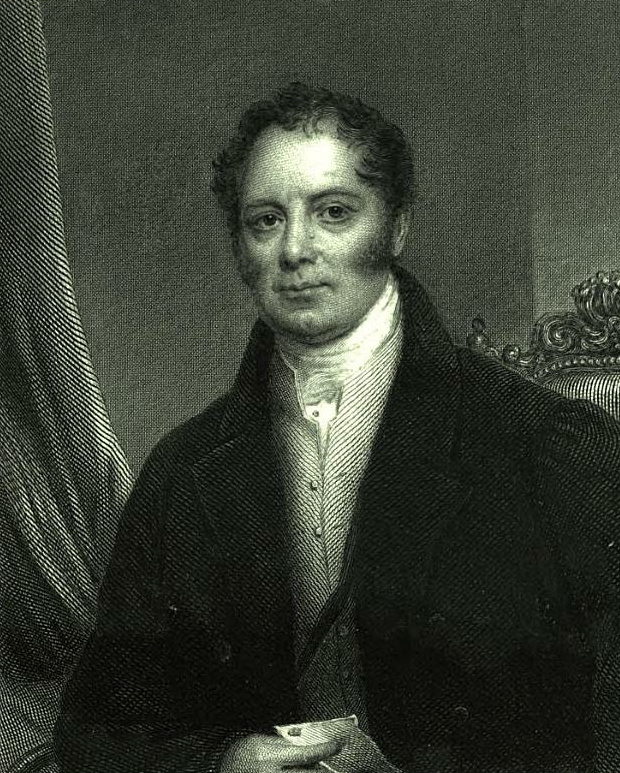
Edward Baines.

Edward Baines, född 1774 i Walton-le-Dale nära Preston, död den 3 augusti 1848, var en brittisk politiker och tidningsman, far till Matthew, Edward och Thomas Baines. 
Som tjugoåring flyttade Baines, som var liberal och nonkonformist, till Leeds, där han började sin bana som biträde på ett tryckeri. Med hjälp av vänner lyckades han köpa tidningen Leeds Mercury, som han utgav från 1801. Landsortstidningar innehöll på den tiden inga ledarartiklar, men Baines kom att införa det i sin tidning. Under hans ledning blev den på liberalt håll ledande i Yorkshire och en medelpunkt för den liberala rörelsen i norra England. Baines förfäktade i dess spalter ivrigt katolikernas emancipation, den stora parlamentsreformen och andra whigreformkrav.
Genom det genomslag tidningen hade i Leeds kom han att bli stadens mest betydande liberale politiker och var även parlamentsledamot i underhuset för Leeds 1834-1841. Han tillhörde som sådan de ledande bland de protestantiska dissenters, varjämte han ivrade för en förbättrad fabrikslagstiftning. Baines var även populärhistorisk och topografisk författare. Han utgav bland annat en historia om Georg III:s regering (4 band, 1823) och historiska beskrivningar över Yorkshire (1823) och Lancashire (1825).